# Rayk Gaida
Rayk Gaida (* 3. Mai 1964 in Berlin) ist ein deutscher Schauspieler.

## Leben
Bereits als Kind spielte Rayk Gaida in Filmen der DEFA und des Deutschen Fernsehfunks, unter anderem in den Serien Polizeiruf 110 und Der Staatsanwalt hat das Wort. Beruflich kam Gaida erst spät und auf Umwegen zur Schauspielerei. Nach dem Schulbesuch absolvierte er von 1980 bis 1982 eine Ausbildung zum Elektromechaniker. Ab 1984 arbeitete er in seinem erlernten Beruf, ferner als Computerbetreuer, Hausmeister, Postzusteller und Polizist. 1987 holte er das Abitur nach und studierte von 1990 bis 1994 an der Hochschule für Schauspielkunst "Ernst Busch" Berlin. Gaida begann seine Bühnenlaufbahn am Theater Quedlinburg. 1994 spielte er am Potsdamer Hans Otto Theater, danach war er bis 2005 im neuen theater Halle engagiert. Kurzzeitig am Theater Baden-Baden verpflichtet, kam Gaida 2006 an das Theater Rudolstadt, dessen Ensemble er bis 2011 angehörte und an dem er weiterhin gastweise auftritt. Seit 2013 ist Gaida auch auf AIDA-Kreuzfahrtschiffen unterwegs. Seit 2017 gehört Gaida wieder zum festen Ensemble des Theater Rudolstadt.
Einige von Gaidas Theaterrollen waren bis heute der Malvolio in der Shakespeare-Komödie Was ihr wollt, William Shakespeare selber in Ephraim Kishons Stück Es war die Nachtigall, der Regisseur in Gretchen 89ff von Lutz Hübner, Gerichtsrat Walter im Zerbrochnen Krug von Heinrich von Kleist, Reinhard Heydrich in einer adaptierten Bühnenfassung des Fernsehfilms Die Wannseekonferenz von Paul Mommertz oder der Kürmann in Max Frischs Biografie: Ein Spiel. Auf Kreuzfahrtschiffen tritt er mit Lesungen, in Musical-, Schauspiel- und Gesangsshows auf. Daneben führt Gaida sporadisch Regie bei Amateurtheater-Inszenierungen.
Gelegentlich arbeitet Rayk Gaida auch vor der Kamera. So war er gastweise in verschiedenen Fernsehserien zu sehen und hatte eine Nebenrolle in der Literaturverfilmung von Erich Loests Roman Nikolaikirche.
Rayk Gaida lebt in Berlin.

## Filmografie (Auswahl)
- 1995: Das Versprechen
- 1995: Nikolaikirche
- 1998: Tatort – Fürstenschüler
- 2002: Polizeiruf 110 – Der Spieler
- 2002: SOKO Leipzig – Mädchen
- 2005: Hallesche Kometen
- 2005: Krimi.de – Abgezogen
- 2005: Krimi.de – Crash
- 2006: Polizeiruf 110 – Tod im Ballhaus
- 2008: Goldfische
- 2009: Unter Strom
- 2010–2012: Schloss Einstein (4 Folgen als Alwin Varga)
- 2012: SOKO Leipzig – Clear
- 2012: Die vierte Gewalt
- 2012: Die sechs Schwäne

## Hörspiele
- 1999: Graceland – Autoren: Hanns Peter Karr und Walter Wehner – Regie: Iiris Arnold
- 2000: Die Päpstin – Autorin: Donna Woolfolk Cross – Regie: Walter Niklaus
- 2000: Der Besucher – Autor: Éric-Emmanuel Schmitt – Regie: Jörg Jannings
- 2001: Gräfin Cosel – Autor: Jósef Ignacy Kraszewski – Regie: Walter Niklaus